# Друк Пол
«Друк Пол» (англ. Druk Pol FC, Drukpol FC) — бутанский футбольный клуб, выступающий в дивизионе A.
До 1996 года клуб назывался «ФК Королевской бутанской полиции» (англ. Royal Bhutan Police FC). Клуб является самым титулованным клубом Бутана, восемь раз становившимся чемпионом страны (в 1996, 1997, 1998, 1999, 2000, 2001, 2003, 2012 годах).
Домашним стадионом клуба является стадион Чанглимитанг в Тхимпху.